# Georg-Herwegh-Gymnasium
Das Georg-Herwegh-Gymnasium (GHG) ist ein Gymnasium im Berliner Ortsteil Hermsdorf des Bezirks Reinickendorf. Die Schule wurde nach dem deutschen Dichter Georg Herwegh benannt.

## Geschichte
Die Schule wurde, in ihrer jetzigen Form, 1962 gegründet. Das geschah durch die Vereinigung der höheren Knabenschule und der höheren Mädchenschule.

### Knabenschule
1849 eröffnete der damalige Rektor Langhagen in der Albrechtstraße (heute Falkentaler Steig) eine private höhere Knabenschule. 1911 übernahm die Gemeinde Hermsdorf die Schule und begann den Unterricht mit 94 Schülern. 1919 wurde die Schule als Realprogymnasium staatlich anerkannt. 1921 wurde das Hermsdorfer Realprogymnasium mit der Frohnauer Knabenschule zusammengelegt. 1923 wurde die Schule zum städtischen Reform-Realgymnasium ausgebaut. 1928 zieht das Realgymnasium in das neue Schulgebäude in der Kaiserstraße (heute: Fellbacher Straße) um. Nachdem die Schule 1938 in Friedrich-Nietzsche-Schule umbenannt wurde, wurde sie 1939 mit dem Friedrichswerderschen Gymnasium zusammengelegt.
Im Zweiten Weltkrieg diente das Schulgebäude in der Kaiserstraße als Lazarett. Danach wurde es von 1945 bis 1951 als Seuchenkrankenhaus genutzt.
1948 wurde die Knabenschule in Georg-Herwegh-Oberschule umbenannt. Dort unterrichtete vom Herbst 1949 bis 1956 der Philosoph Rudolf Schottlaender.

### Mädchenschule
Die Mädchenschule wurde 1891 durch Anna Hagemann aus einem Privatschulzirkel gegründet. 1893 erhielt sie die Konzession zur Leitung einer privaten höheren Mädchenschule. Diese Mädchenschule wurde dann in der Augusta-Viktoria-Straße 2 eröffnet. 1897 erfolgte der Verkauf der Schule an Emma Kempe.
1903 wurde die Leitung von Margarete Siegert übernommen. Nach dem Anwachsen der Mädchenschule von fünf auf neun Klassen mit 119 Schülerinnen (1908 drei Vorschul- und sechs höhere Klassen), zog die Schule in einen von der Gemeinde Hermsdorf errichteten Neubau in der Humboldtstraße (heute: Olafstraße) um.
Mit der Reform des Höheren Mädchenschulwesen in Preußen im selben Jahr wurden erstmals drei Typen staatlich anerkannter, zu Abschlüssen berechtigter höherer Mädchenschulen geschaffen: „Lyzeum“, „Oberlyzeum“ und „Studienanstalt“.
Die Mädchenschule wurde ein Lyzeum. 1916 wurde die Mädchenschule erneut, diesmal an Florentine Franke verkauft, die das für die Leitung eines Lyzeums erforderliche Oberlehrerinnen-Examen nachweisen konnte. 14 Absolventinnen erhielten 1918 erstmals den Schulabschluss des Lyzeums. Die seit 1911 bestehende und seit 1919 als Lyzeum anerkannte Höhere Mädchenschule Frohnau wurde 1921 in das Lyzeum Hermsdorf integriert. In der Folge fand der Unterricht teilweise in Hermsdorf, teils in Frohnau statt.
1928 erfolgte die Umwandlung in eine städtische Schule. Florentine Franke, wurde zur Studiendirektorin ernannt. 1938 erfolgte eine Umbenennung in Hans Thoma-Schule. Oberschule für Mädchen (Sprachliche Reform). Mit der Umbenennung wurde mit dem Aufbau einer zum Abitur führenden Oberstufe begonnen. 1941 konnten die ersten Schülerinnen der Schule die Abiturprüfungen ablegen. 1943 erfolgte die kriegsbedingte Evakuierung der Schule in das Riesengebirge. 1949 trat Florentine Franke in den Ruhestand. Nachfolgerin wurde Gertrud Stankiewicz.

## Gebäude
Das heutige Schulgebäude besteht aus dem 1928 fertiggestellten, denkmalgeschützten Altbau, auf dem sich ein kurzer, quadratischer Uhrturm befindet und einem 1982 errichteten Neubau. Die Baukosten für das Ursprungsgebäude betrugen umgerechnet rund 1,2 Millionen Euro. 
Der Mauerwerksbau ist verputzt. Außerdem steht, seit 1929, auf dem Schulgelände am Hermsdorfer Damm ein zusätzliches Gebäude, das Direktorenwohnhaus, heute kurz „Villa“ genannt. In der auch so genannten Bürgermeister-Villa wohnte früher u. a. der ehemalige Bezirksbürgermeister von Reinickendorf, Herbert Grigers.
Die 7. Klassen wurden bis zur Eröffnung des Neubaus hauptsächlich in einem Pavillon auf dem Gelände der Gustav-Dreyer-Grundschule unterrichtet.
Am 27. November 2009 begannen die Vorbereitungsarbeiten für einen Neubau auf dem Freigelände zum Hermsdorfer Damm. Dort entstand ein dreigeschossiges Gebäude aus Beton und Holz. Die Mensa und die insgesamt zehn Klassenräume, die sich darin befinden, sind im Herbst 2011 in Benutzung gegangen.

## Besonderheiten
2002 wurde bei einem Projekt die gesamte Schulbücherei digital katalogisiert.
Die Schule nimmt am Berliner Programm zur vertieften Berufsorientierung (BvBO) teil und bietet ihren Schülern eine Unterstützung bei der Berufsorientierung und Berufswahlentscheidung.
Das Georg-Herwegh-Gymnasium wurde zeitweilig sogar als Krankenhaus genutzt.

## Musischer Zug
Nachdem schon 1976 in der gymnasialen Oberstufe ein Leistungskurs Musik eingerichtet wurde, bietet die Schule seit 1997 einen musischen Zug an. Die Schüler der musikbetonten Klassen haben zusätzlich zu den zwei Stunden Musik pro Woche die Möglichkeit, Unterricht in einem Instrument zu nehmen. Außerdem müssen die musikbetonten Schüler an einer Musik-AG teilnehmen. Zur Auswahl stehen unter anderem ein Blas- und ein Symphonieorchester, ein kleiner und ein großer Chor (je nach Klassenstufe) und eine Big Band.

## Naturwissenschaftlicher Zug (MINT)
Zusätzlich zum musischen Zug des Gymnasiums gibt es einen speziell naturwissenschaftlichen Zweig. In diesen Klassen werden die Schüler speziell in Mathematik, Informatik und den Naturwissenschaften gefördert. Sie nehmen an zahlreichen wissenschaftlichen Projekten, wie Chem-kids und der Junior-Science-Olympiade, teil. Außerdem haben sie eine Partnerschaft mit der TU und dem Berliner Zoo. Aufgrund von spezieller Förderung in Chemie in der 7. Klasse fallen eine Wochenstunde Sport und Englisch aus.

## Alumni
Regelmäßig werden auf dem Schulhof und im Gebäude Alumnitreffen veranstaltet, bei denen auch lange zurückliegende Abiturjahrgänge untereinander und mit ehemaligen Lehrern zusammenkommen. Die jetzigen Schüler gestalten die Treffen und betreuen die Gäste.

## Persönlichkeiten (Schüler)
- Michael Sommer (DGB-Chef), Abitur 1971
- Farin Urlaub (Musiker), Abitur 1981
- Dietmar Arnold (Autor; geboren 1964, Abitur 1983)
- Eric Schweitzer (Unternehmer), Abitur 1983
- Carsten Gerlitz (Musiker), Abitur 1984
- The Happy Disharmonists (Chor), Abitur 1984
- Frank Steffel (CDU-Politiker), Abitur 1984
- Lancelot Fuhry (Musiker, Abitur 1989)
- Stephan Schmidt, CDU, Abitur 1993
- Peer Heinlein (Linux-Experte und Unternehmer), Abitur 1995
- Alec Empire (Musiker)
- Nico Seyfried (Musiker)
- Nicolas Speeck (Unternehmer)
- Jacob Aaron Dilßner (Musiker)